# ارمته زاکونی
اِرمته زاکونی (ایتالیایی: Ermete Zacconi؛ ۱۴ سپتامبر ۱۸۵۷ – ۱۴ اکتبر ۱۹۴۸) یک هنرپیشه تئاتر و سینما اهل ایتالیا بود.
وی همچنین برندهٔ جوایزی همچون جام ولپی بهترین بازیگر مرد شده‌است.